# Vladimír Škranc
Vladimír Škranc (7. října 1922 Rohozná u Poličky – 1. června 1999 Kroměříž) byl český malíř a grafik. Věnoval se zejména figurální malbě, navrhoval a realizoval sgrafita a vitráže především v Kroměříži, v Gottwaldově/Zlíně a na Hodonínsku.

## Život

### Dětství, studium
Pocházel z rodiny obchodníka se smíšeným zbožím v Rohozné, která se v roce 1924 přestěhovala do Kroměříže. V období 1934–1941 studoval na kroměřížské reálce, kde maturoval. Současně, mezi roky 1939–1941 se vyučil obchodníkem u svého otce.
V letech 1941–1942 navštěvoval jednoroční kurz I. Soukromé školy užitých umění v Praze u akad. arch. Josefa Svobody a akad. malíře Bohumila Stanislava Urbana. V roce 1942 byl přijat ke studiu na Uměleckoprůmyslové škole v Praze na Speciální školu pro užité malířství a výtvarné práce sklářské Jaroslava Václava Holečka, kde strávil jeden semestr. V témže roce, od září do konce války byl totálně nasazen, nejdéle v kroměřížské továrně „Magneton“.
Od roku 1945 pokračoval ve studiu na pražské Uměleckoprůmyslové škole, která se stává školou vysokou (VŠUP), ve Speciální škole užité malby a skla prof. Josefa Kaplického, kde absolutoriem v roce 1949 získal titul akademický malíř. Během studia pracoval pro Pražské vzorkové veletrhy a podílel se výtvarně na kroměřížské výstavě „100 let českého národního života“ (1948).

### Profesní kariera
V letech 1949–1951 dvakrát dlouhodobě hospitalizován v plicním sanatoriu v Třebotově. V letech 1952 – 1954 pracoval jako vedoucí propagačního oddělení n. p. Závody přesného strojírenství (ZPS) v Hulíně. Ve volné tvorbě se tehdy zabýval zejména olejomalbami květinových zátiší a dětských motivů.

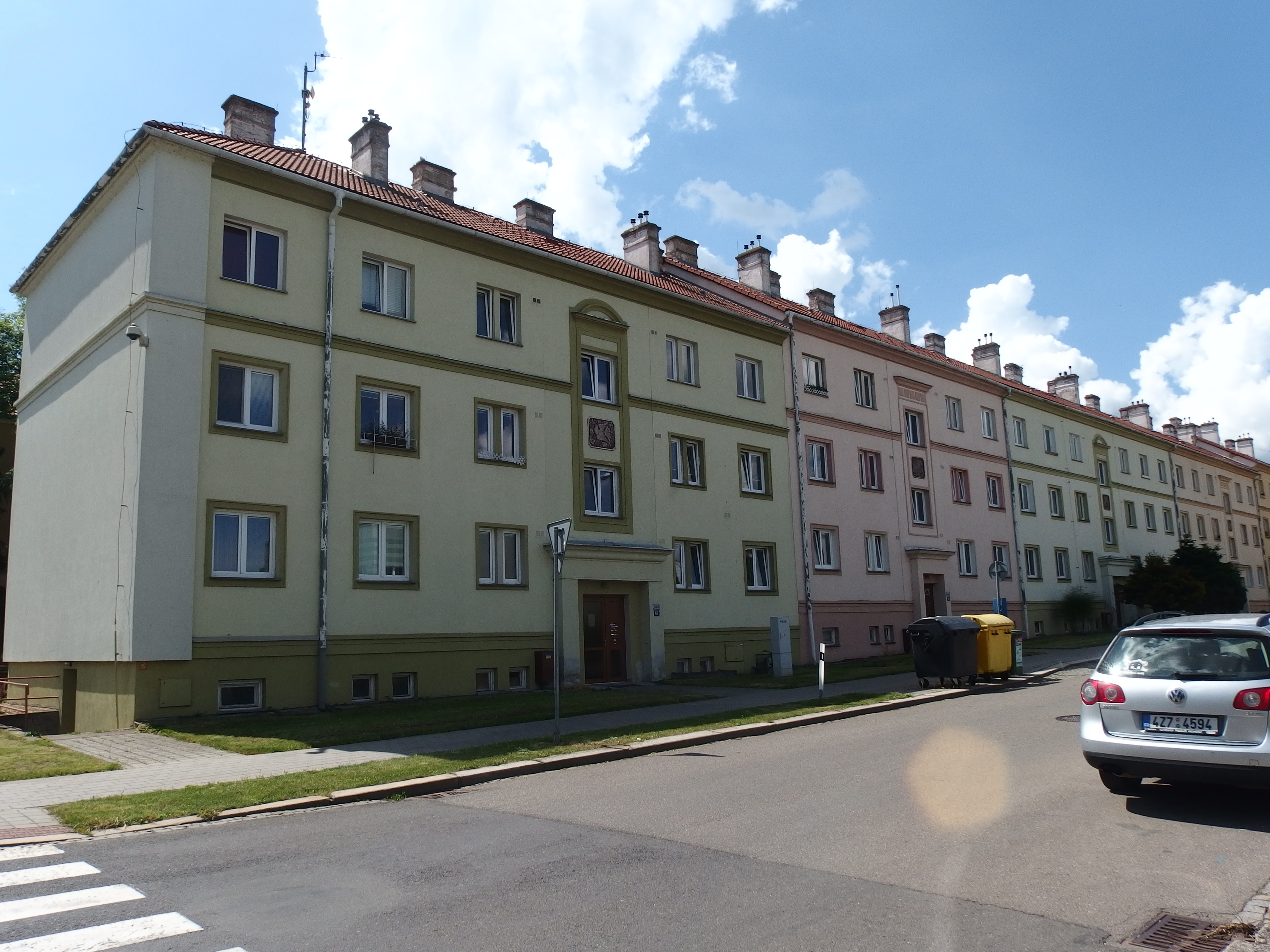
Domovní znamení na kroměřížském sídlišti Slovan

V letech 1955–1962 působil jako samostatný výtvarník. V tomto období vznikla sgrafitová výzdoba „sorelových“ sídlišť v Rožnově a Kroměříži (domovní znamení) a figurální portál a folklórní cyklus v interiéru pro tehdejší kroměřížský Závodní klub ROH Pal-Magneton (dnes Starý pivovar) v duchu „alšovského“ realismu. Kompozice Hanácká svatba pro zdejší restauraci „U labutě“ na Kojetínské ulici (1957) tento styl opustila; další práce zachycují zřetelně „bruselský“ trend: malovaná okna pro kroměřížský hotel Haná, figurální skupina pro smuteční síň na zdejším hřbitově, figurální sgrafito pro nájemní dům na náměstí v Bílovci a zejména nástěnné malby s motivem vinobraní pro tehdejší zámeckou restauraci „Pod šable“ v Gottwaldově/Zlíně a kulturním domě v Dubňanech a dětské figurální vlysy v nové základní škole v Luhačovicích (vše s Vlastou Čančíkovou). Ve volné tvorbě v letech 1955–1960 rozvíjel neoimpresionismem inspirované olejové motivy kroměřížského náměstí a Podzámecké zahrady ve větších formátech.
V roce 1962 měl první samostatnou výstavu v síni ČFVU Dílo v Gottwaldově/Zlíně s novými, převážně figurálními, expresivně pojatými současnými náměty, malovanými barevnými tušemi (katalog Michal Plánka st.). Byl přijat jako odborný asistent pro výuku kresby Detašovaného ateliéru tvarování strojů a nástrojů v Gottwaldově/Zlíně, který byl součásti pražské VŠUP, pod vedením akad. sochaře Zdeňka Kováře. Zavedl zde výuku barevného řešení uměleckoprůmyslových návrhů. V roce 1963 spolupracoval na oslavách 700. výročí města Kroměříže, zejména úpravou a ilustracemi publikace „Okouzleni městem“. Období let 1963 až 1965 bylo ve znamení realizací plošných nástěnných maleb v restauraci v Dubňanech a vytvořil první olejovou kompozici plošně stylizované Kroměříže, jež se vrací v jeho další malířské i grafické tvorbě.
V období let 1965–1969 spolupracoval s Ing. arch. Františkem Crhákem na sérii interiérů obřadních síní místních národních výborů na Hodonínsku – Strážnice, Bzenec, Čejč, Žarošice. Využíval formu prosvětlených barevných panelů a vitrín, nejprve malovaných, pak s nalepovanými barevnými acetátovými fóliemi; motivy se pohybují od stylizovaného folkloru k ojedinělé čisté geometrické abstrakci. Roky 1970 – 1975 věnoval zejména tvorbě dekorativních kompozic z barevných fólií na skle Země-voda-vzduch pro interiér koleje Technologické fakulty v Gottwaldově/Zlíně, Odlétající motýl pro smuteční obřadní síň v Hulíně a vitráží z barevných skel pro interiér obřadní síně radnice v Kroměříži (s Františkem Crhákem a Karlem Kaškou). V roce 1974 vznikl také návrh velkého sgrafitového figurálního triptychu pro boční průčelí školky ve Zborovicích, realizovaného až v roce 1977. V tomto období vystavoval pouze jednou, a to sérii obrazů kombinujících malbu se stříkanou technikou v aule kroměřížské pedagogické školy (s Jaroslavem Hurtem, 1971).
V roce 1976 ukončil ze zdravotních důvodů pracovní poměr na VŠUP. Po několikaleté tvůrčí pauze vytvořil početnou sérii kroměřížských nokturen v kombinovaných technikách tempery, kvaše a pastelu. Samostatně vystavoval v gottwaldovském/zlínském Díle (1982) a Muzeu Kroměřížska v Kroměříži (1982, 1993, 1998). V letech 1987–1988 vytvořil poslední větší dílo – interiérové sgrafito a 4 dekorativní obrazy s kroměřížskými motivy pro zasedací místnost kroměřížské pobočky České státní pojišťovny (s arch. Arnoštem Kubečkou).  
Městský úřad v Kroměříži v roce 2002 umístil jeho pamětní desku na domě na Riegrově náměstí, kde měl od roku 1966 po tři desetiletí ateliér. V den odhalení se v sále Muzea Kroměřížska uskutečnil vzpomínkový večer „Malíř a hudba“ pod patronací KPVU.
Velká část monumentálních a dekorativních prací Vladimíra Škrance byla zničena v důsledku asanací, modernizací interiérů, přestaveb a zateplování budov. Z 50. let jsou dochována sgrafitová domovní znamení v Rožnově a Kroměříži a figurální sgrafito v Bílovci, ze 60. let jsou na místě pouze panó v Žarošicích, ze 70. let vitráže ve smuteční síni v Hulíně a obřadní síni radnice v Kroměříži, z 80. let panó „Děti a příroda“ v základní škole v Kvasicích a výzdoba pojišťovny v Kroměříži. Část dochovaných návrhů a prováděcích kartonů je uložena v Krajské galerii výtvarného umění ve Zlíně a ve sbírce architektury Muzea umění v Olomouci, kompletní pozůstalost obrazů a dokumentů v Muzeu Kroměřížska v Kroměříži.
Vladimír Škranc zemřel v roce 1999 a je pohřben na hřbitově v Kroměříži.